# Simon Ușakov

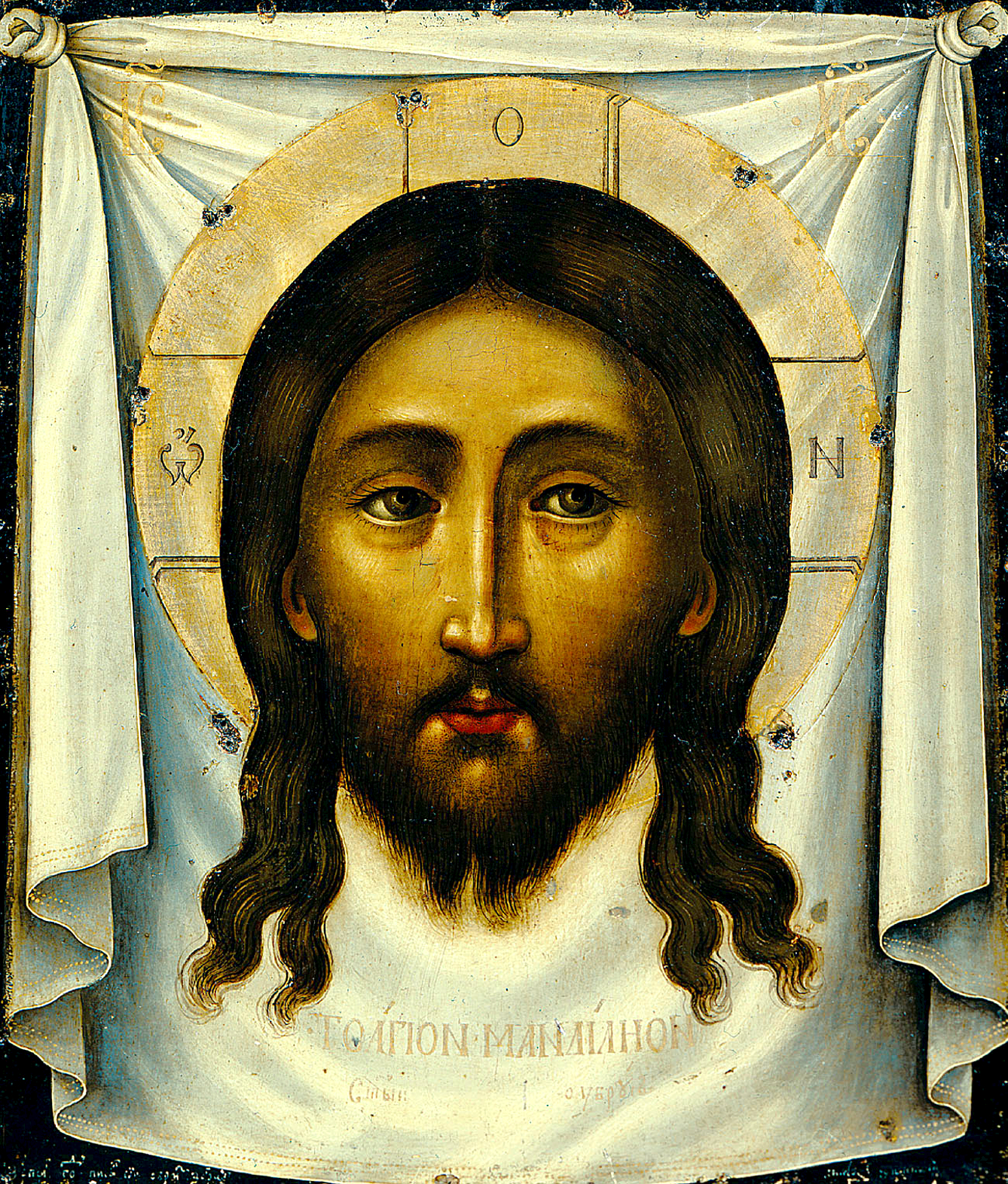
Sfânta Faţă (1658)

Simon Ușakov sau Simon (Pimen) Fiodorovici Ușakov (în limba rusă: Симон (Пимен) Фёдорович Ушаков),  (n. 1626 – d. 25 iunie 1686, Moscova), a fost un artist grafic rus din secolul al XVII-lea.

## Biografie
La 22 de ani Ușakov a devenit artist plătit de Camera de Bani, care depindea de prikazul stemelor, pictor al țarului. A desenat modele pentru aurarii care lucrau în atelierele Kremlinului.
Culorile proaspete și delicate și curbele desenelor icoanelor sale de stil protobaroc au atras atenția patriarhului Nikon, care l-a prezentat țarului Alexei Mihailovici. Devenit favorit al familiei țarului, Ușakov și-a văzut atribuit, în 1664, un post oficial la Palatul Armurilor din Kremlin, condus de boierul învățat Bogdan Hitrovo.

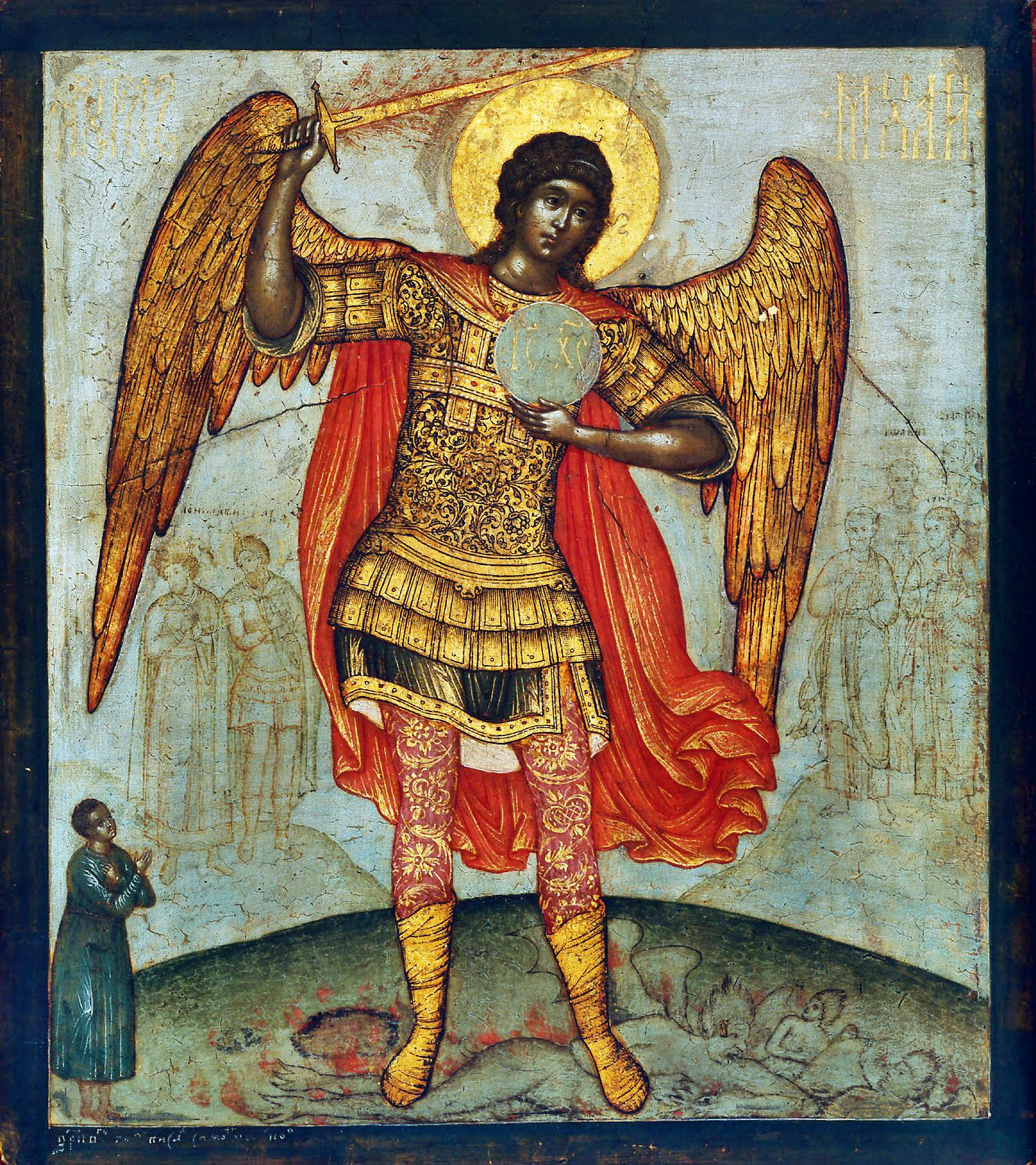
Sfântul Arhanghel Mihail supunând sub picioare diavolul (1676). Galeria Tretiakov, Moscova.

Ușakov a avut numeroși elevi și colaboratori. A publicat, în 1664, un scurt tratat de iconografie intitulat „Cuvânt despre pictura plăcută și meticuloasă a icoanelor”. Unii preoți, printre cei mai conservatori din Rusia, între care arhipreotul [?] Avvacum, vedeau în icoanele lui Ușakov 
„operele lascive ale demonilor,”
 întrucât ele erau de factură prea occidentală, potrivit gustului lor. Avvacum l-a acuzat pe Ușakov că pictează 
„sfinți durdulii”
 luându-și drept model propria sa corpolență. Ușakov a exercitat o influență considerabilă asupra asupra pictorilor moscoviți din a doua jumătate a secolului al XVII-lea. Printre aceștia Alexandr Kazanțev (Ostafev). După el, pătrunderea artei occidentale n-a încetat să facă progrese în Rusia. Una din specialitățile sale era pictura Sfintelor Fețe sau a Sfintelor Giulgiuri. Cea de la Lavra Sfânta Treime - Sfântul Serghei care datează din 1673 este un exemplu. Este un compromis între tradiția idealistă de la Novgorod și realismul occidental cu o tendință a academismului care se va accentua în ultimele sale opere, estimează Louis Réau.

Ușakov a executat și comenzi seculare precum și ilustrații pentru cărți. A fost astfel unul dintre primii pictori laici din Rusia. Unele dintre operele sale expuse în Europa Occidentală au contribuit la suscitarea interesului pentru pictura rusă născândă.
După Andrei Rubliov, el este singurul maestru universal cunoscut din vechea pictură rusă. Dar a trăit o vreme confuză pentru pictura icoanei care a devenit decadentă. Nu mai este un iconar cum erau cei din Novgorod și nu este încă nici un pictor modern. Venit prea târziu, el nu a reușit să oprească decadența picturii icoanei, estimează Louis Réau. El nu este mai puțin denumit „Rafael al artei rusești”.

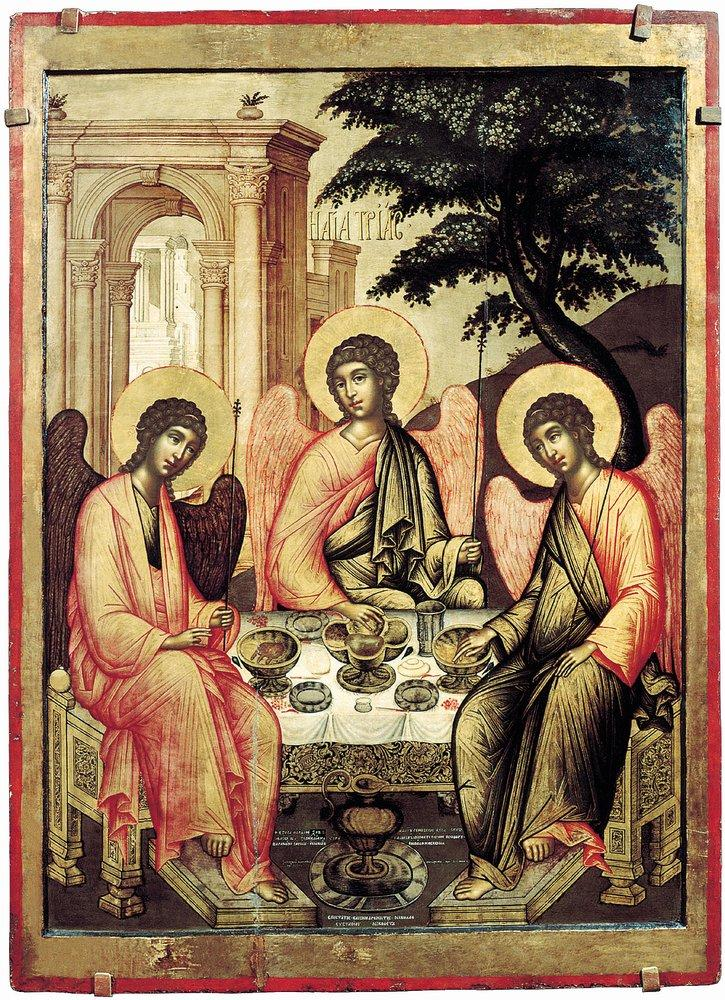
Sfânta Treime, Vechiul Testament/ Ușakov 1671

Împreună cu Fiodor Zubov și cu Fiodor Rojnov, este asociat cu reforma Bisericii Ortodoxe Ruse, întreprinsă de patriarhul Nikon.
Printre picturile sale, amintim Sfânta Față și Hristos pe Tron, ambele expuse în Catedrala Sfânta Treime, situată în Lavra Sfânta Treime - Sfântul Serghei de la Serghiev Posad, aflată la vreo 90 de kilometri, spre nord de Moscova.

## Galerie de imagini

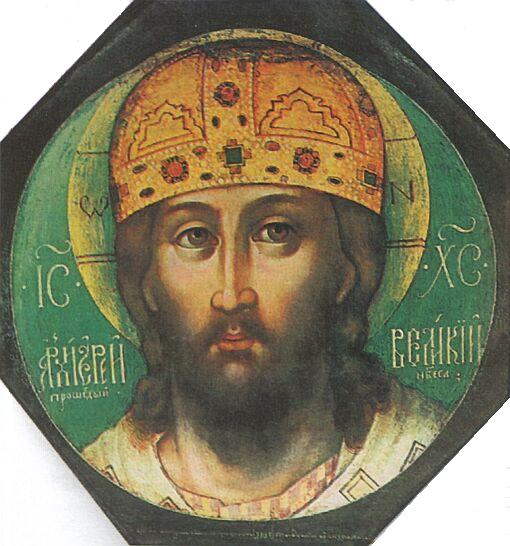
Marele Ierarh, 1658
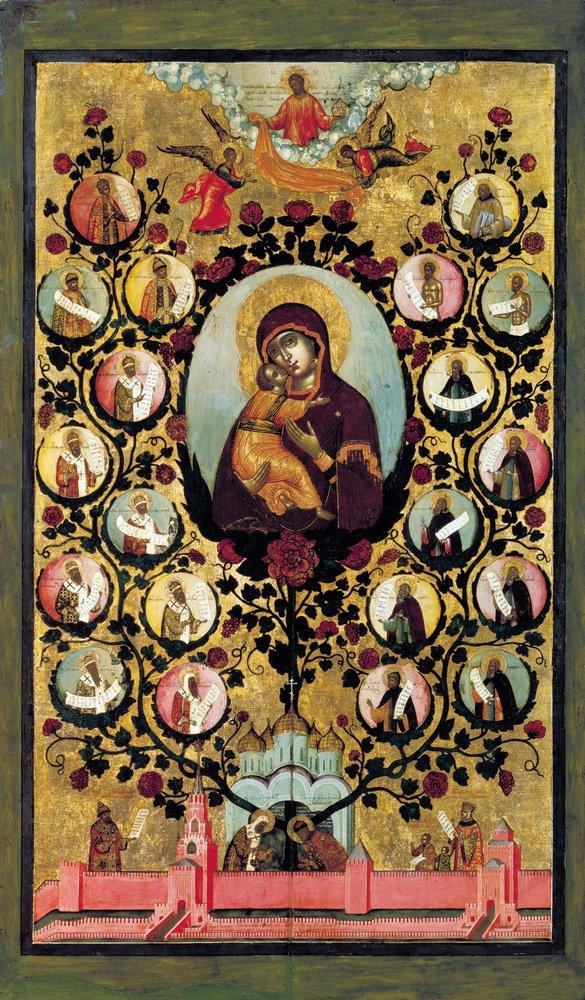
Elogiul icoanelor Sfintei Fecioare Maria din Vladimir. Arborele statului rus, 1668
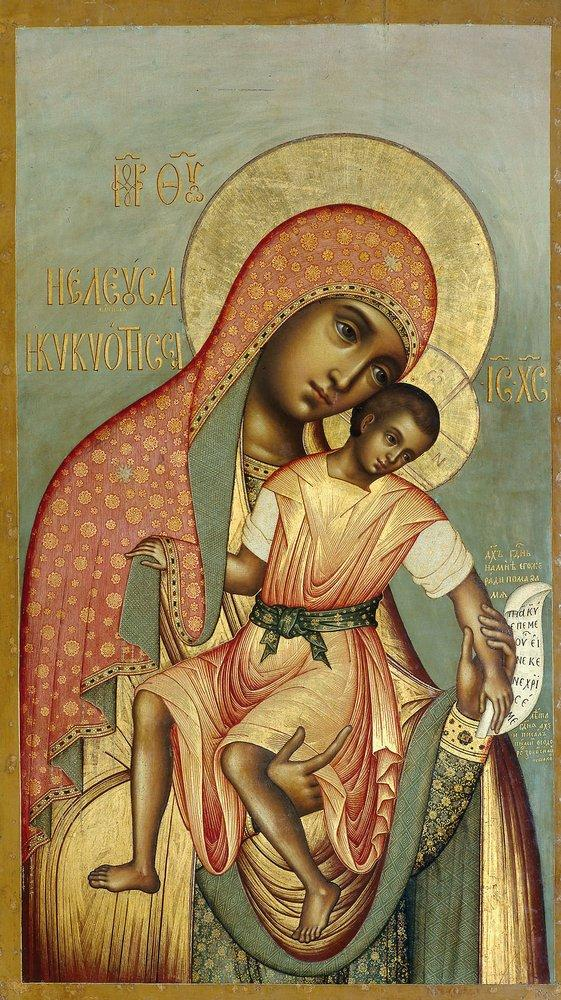
Maica Domnului din Eleus, 1668
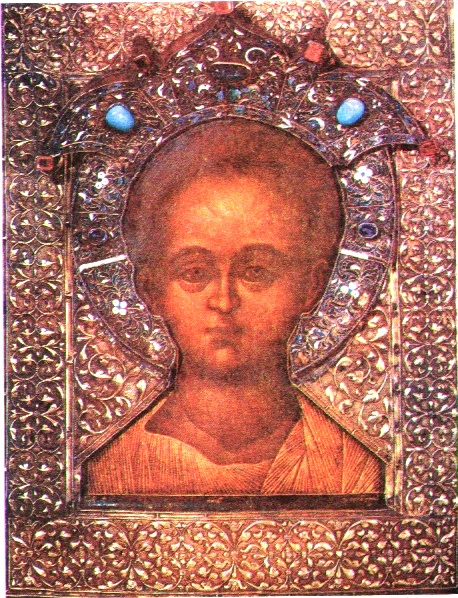
Hristos-Emmanuel, 1668,
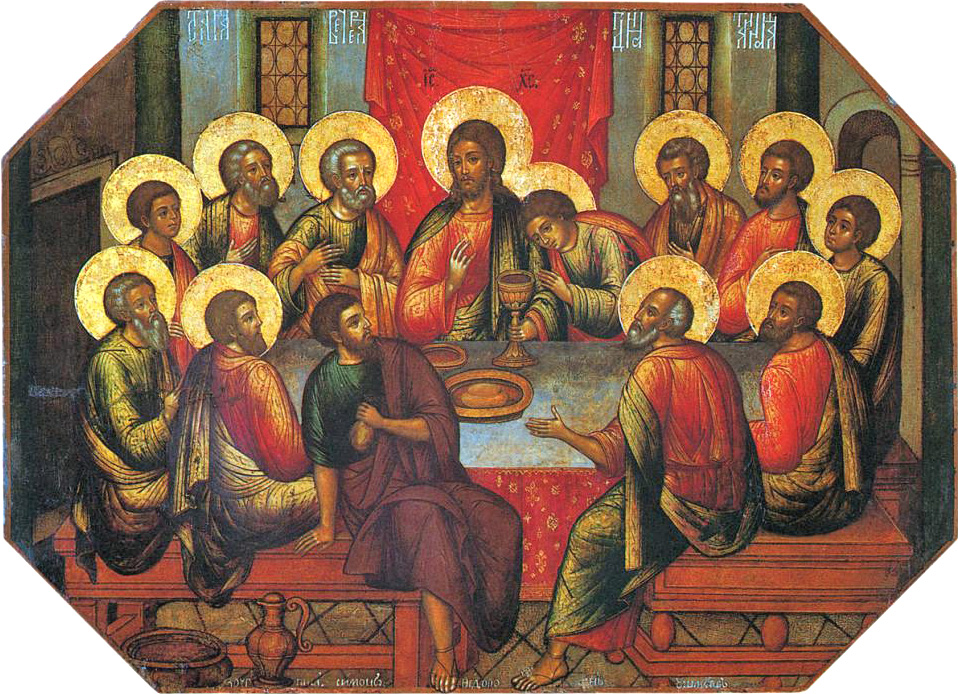
Cina cea de Taină, 1685
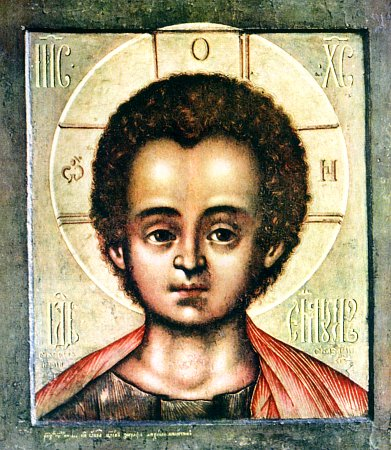
Hristos-Emmanuel, 1686